# Sweet Cocoon
Pour les articles homonymes, voir Cocoon.
 (octobre 2018).
 (novembre 2018).
Pour plus de détails, voir Fiche technique et Distribution.
Sweet Cocoon est un court métrage produit par l'ESMA en 2014 et réalisé par Matéo Bernard, Matthias Bruget, Jonathan Duret, Manon Marco et Quentin Puiraveau.

## Synopsis
Le film raconte l'histoire d’une chenille, en pleine métamorphose. Alors que son cocon est trop petit pour l’accueillir, elle va pouvoir compter sur l’aide de deux animaux pour y parvenir, ce qui va donner lieu à des situations des plus cocasses…

## Fiche technique
- Titre : Sweet Cocoon
- Réalisation et scénario : Matéo Bernard, Matthias Bruget, Jonathan Duret, Manon Marco et Quentin Puiraveau
- Production : ESMA
- Format : couleur
- Durée : 5 min 54 s
- Enregistrement et mixage : Studio des Aviateurs
- Musique : Anthony Juret, Baptiste Leblanc, Nicolas Montaigne et Pierre Nguyen
- Voix : José Vicente, Jonathan Duret, Jérôme Bresset et Matthias Bruget
- Date de sortie : 2014

## Distinctions
En 2015, Sweet Cocoon est sélectionné pour participer aux Oscar Nominated Short Films 2015. Cette reconnaissance s'accompagne de la diffusion du film dans plus de 400 salles de cinéma aux États-Unis, et de sa mise en ligne en VOD sur plusieurs plateformes,.

### Sélections
- ShortsTV en liste additionnelle au programme des Oscar Nominated Short Films 2015
- Festival du nouveau cinéma de Montréal (2015)
- Festival international du court-métrage de Louvain (2015)
- Festival international de Rhode-Island (2015)
- Multivision (2014)

### Récompenses
- Festival et marché international du court-métrage de Sapporo 2015 (Prix de la meilleure animation)